# Johnny Bucyk
Temple de la renommée : 1981
John Paul Bucyk, surnommé Chief, (né le 12 mai 1935 à Edmonton au Canada) est un joueur canadien de hockey sur glace professionnel ayant évolué dans la Ligue nationale de hockey au sein des Bruins de Boston.

## Carrière
Il commence sa carrière dans la Ligue de hockey de l'Ouest à Edmonton avant de rejoindre la Ligue nationale de hockey lors de la saison 1955-1956 avec les Red Wings de Détroit.
Après seulement deux saisons dans le Michigan, il est transféré aux Bruins de Boston par Jack Adams en retour de Terry Sawchuk, qui fait son retour à Détroit. Il joue le reste de sa carrière à Boston, mettant un terme à sa carrière en 1978. Entretemps, il aura reçu deux trophées Lady Byng, un trophée Lester-Patrick et surtout deux coupes Stanley avec les Bruins.
Dans sa carrière LNH, il a marqué 556 buts et 813 passes pour 1 369 points en 1 540 matchs. Dans les séries éliminatoires, il a marqué 41 buts et 62 passes pour 103 points en 124 matchs, ce qui le place parmi les meilleurs de l'histoire de la  LNH.
Il est intronisé au Temple de la renommée du hockey en 1981. En 1998, il est classé 45e meilleur joueur de l'histoire de la LNH par le magazine Hockey News.
Son surnom Chief vient de sa physionomie faisant penser aux Amérindiens même si canadien, il est d'origine ukrainienne.

### Trophées et honneurs personnels
Ligue nationale de hockey
- Sélectionné pour jouer le Match des étoiles en 1955, 1963, 1964, 1965, 1968, 1970 et 1971[2].
- Trophée Lady Byng - 1971 et 1974
- Trophée Lester-Patrick - 1977 avec Murray Armstrong et John Mariucci
- Coupe Stanley - 1970 et 1972
- Nommé parmi les 100 plus grands joueurs de la LNH à l'occasion du centenaire de la ligue[3] en 2017.

Bruins de Boston
- Capitaine de la franchise en 1966-1967 puis entre 1973 et 1977[4]
- Meilleur buteur des Bruins, second meilleur passeur et pointeur derrière Raymond Bourque[5]
- Son numéro 9 est retiré par l'organisation le 13 mars 1980[6]

### Western Hockey League (1952-1974)
- Il remporte le trophée de la recrue en 1954-1955.

## Parenté dans le sport
Il est l'oncle du joueur de hockey, Randy Bucyk.

## Statistiques
Pour les significations des abréviations, voir Statistiques du hockey sur glace.
| Saison     | Équipe               | Ligue      |       | Saison régulière | Saison régulière | Saison régulière | Saison régulière | Saison régulière |    | Séries éliminatoires | Séries éliminatoires | Séries éliminatoires | Séries éliminatoires | Séries éliminatoires |
| Saison     | Équipe               | Ligue      | PJ    | B                | A                | Pts              | Pun              | PJ               | B  | A                    | Pts                  | Pun                  |                      |                      |
| 1953-1954  | Flyers d'Edmonton    | WHL        | 2     | 2                | 0                | 2                | 2                |                  |    |                      |                      |                      |                      |                      |
| 1954-1955  | Flyers d'Edmonton    | WHL        | 70    | 30               | 58               | 88               | 57               | 9                | 1  | 6                    | 7                    | 7                    |                      |                      |
| 1955-1956  | Flyers d'Edmonton    | WHL        | 6     | 0                | 0                | 0                | 9                |                  |    |                      |                      |                      |                      |                      |
| 1955-1956  | Red Wings de Détroit | LNH        | 38    | 1                | 8                | 9                | 20               | 10               | 1  | 1                    | 2                    | 8                    |                      |                      |
| 1956-1957  | Red Wings de Détroit | LNH        | 66    | 10               | 11               | 21               | 41               | 5                | 0  | 1                    | 1                    | 0                    |                      |                      |
| 1957-1958  | Bruins de Boston     | LNH        | 68    | 21               | 31               | 52               | 57               | 12               | 0  | 4                    | 4                    | 16                   |                      |                      |
| 1958-1959  | Bruins de Boston     | LNH        | 69    | 24               | 36               | 60               | 36               | 7                | 2  | 4                    | 6                    | 6                    |                      |                      |
| 1959-1960  | Bruins de Boston     | LNH        | 56    | 16               | 36               | 52               | 26               |                  |    |                      |                      |                      |                      |                      |
| 1960-1961  | Bruins de Boston     | LNH        | 70    | 19               | 20               | 39               | 48               |                  |    |                      |                      |                      |                      |                      |
| 1961-1962  | Bruins de Boston     | LNH        | 67    | 20               | 40               | 60               | 32               |                  |    |                      |                      |                      |                      |                      |
| 1962-1963  | Bruins de Boston     | LNH        | 69    | 27               | 39               | 66               | 36               |                  |    |                      |                      |                      |                      |                      |
| 1963-1964  | Bruins de Boston     | LNH        | 62    | 18               | 36               | 54               | 36               |                  |    |                      |                      |                      |                      |                      |
| 1964-1965  | Bruins de Boston     | LNH        | 68    | 26               | 29               | 55               | 24               |                  |    |                      |                      |                      |                      |                      |
| 1965-1966  | Bruins de Boston     | LNH        | 63    | 27               | 30               | 57               | 12               |                  |    |                      |                      |                      |                      |                      |
| 1966-1967  | Bruins de Boston     | LNH        | 59    | 18               | 30               | 48               | 12               |                  |    |                      |                      |                      |                      |                      |
| 1967-1968  | Bruins de Boston     | LNH        | 72    | 30               | 39               | 69               | 8                | 3                | 0  | 2                    | 2                    | 0                    |                      |                      |
| 1968-1969  | Bruins de Boston     | LNH        | 70    | 24               | 42               | 66               | 18               | 10               | 5  | 6                    | 11                   | 0                    |                      |                      |
| 1969-1970  | Bruins de Boston     | LNH        | 76    | 31               | 38               | 69               | 13               | 14               | 11 | 8                    | 19                   | 2                    |                      |                      |
| 1970-1971  | Bruins de Boston     | LNH        | 78    | 51               | 65               | 116              | 8                | 7                | 2  | 5                    | 7                    | 0                    |                      |                      |
| 1971-1972  | Bruins de Boston     | LNH        | 78    | 32               | 51               | 83               | 4                | 15               | 9  | 11                   | 20                   | 6                    |                      |                      |
| 1972-1973  | Bruins de Boston     | LNH        | 78    | 40               | 53               | 93               | 12               | 5                | 0  | 3                    | 3                    | 0                    |                      |                      |
| 1973-1974  | Bruins de Boston     | LNH        | 76    | 31               | 44               | 75               | 8                | 16               | 8  | 10                   | 18                   | 4                    |                      |                      |
| 1974-1975  | Bruins de Boston     | LNH        | 78    | 29               | 52               | 81               | 10               | 3                | 1  | 0                    | 1                    | 0                    |                      |                      |
| 1975-1976  | Bruins de Boston     | LNH        | 77    | 36               | 47               | 83               | 20               | 12               | 2  | 7                    | 9                    | 0                    |                      |                      |
| 1976-1977  | Bruins de Boston     | LNH        | 49    | 20               | 23               | 43               | 12               | 5                | 0  | 0                    | 0                    | 0                    |                      |                      |
| 1977-1978  | Bruins de Boston     | LNH        | 53    | 5                | 13               | 18               | 4                |                  |    |                      |                      |                      |                      |                      |
| Totaux LNH | Totaux LNH           | Totaux LNH | 1 540 | 556              | 813              | 1 369            | 497              | 124              | 41 | 62                   | 103                  | 42                   |                      |                      |